# 平壤市体育团
平壤市体育团足球队（朝鲜语：／）是朝鲜体育团体，下辖有多种体育项目队伍，位于首都平壤。足球队属于朝鲜足球联赛，曾4次夺得联赛冠军头衔。 
体育团是在1971年10月由牡丹峰体育团和劳动者体育团合并组建而成的。

## 球队荣誉

### 國内聯賽
- 朝鲜足球联赛

冠軍（5）：1991, 2004, 2005, 2007, 2009

### 國内盃賽
- 普天堡火炬獎運動會

冠軍（1）：2015
- 共和國錦標賽

冠軍（1）：2005